# Iwasaki Chihiro
Iwasaki Chihiro (岩崎知弘 (Nham Kỳ Tri Hoằng)/ いわさき ちひろ sinh ngày 15 tháng 12 năm 1918 – mất ngày 8 tháng 8 năm 1974) là một nghệ sĩ và họa sĩ minh họa người Nhật Bản, được biết đến qua những bức tranh minh hoạ bằng màu nước về các loài hoa và trẻ em, với chủ đề sáng tác là "hoà bình và hạnh phúc cho trẻ thơ".

## Cuộc đời
Iwasaki Chihiro là con gái đầu của ông bà Iwasaki Masakatsu và Iwasaki Fumie vào ngày 15 tháng 12 năm 1918, ở Takefu (bây giờ là thành phố Echizen), Fukui, Nhật Bản. Một năm sau, gia đình bà chuyển đến Tokyo, nơi họ sinh sống cho đến năm 1945. Là một cô bé, Chihiro yêu thích việc vẽ tranh. Khi mười bốn tuổi, cô bắt đầu học vẽ và sử dụng chất liệu sơn dầu theo Saburōsuke Okada, một nghệ sĩ và giáo sư của Trường Trung cấp Nghệ thuật Tokyo (sau này là Đại học Nghệ thuật Tokyo). Năm 1936, Iwasaki tốt nghiệp trung học, và năm tiếp theo, lúc mười tám tuổi, cô bắt đầu học cách viết thư pháp Nhật Bản với mực thỏi và bút lông.
Năm 1939, cô kết hôn theo sắp đặt của cha mẹ mình, nhưng mối quan hệ của họ luôn rất lãnh đạm. Cô di cư với chồng tới Đại Liên, Mãn Châu, nhưng hôn nhân của họ sớm kết thúc với việc chồng cô tự tử, sau khi Iwasaki trở lại Tokyo vào năm 1941. Năm 1945, ngôi nhà của gia đình Iwasaki ở Tokyo bị phá huỷ trong một cuộc không kích, và Iwasaki và gia đình chuyển đến nhà của bà cô ở Matsumoto, Nagano. Năm 1946, sau khi Thế chiến II kết thúc, cô gia nhập Đảng Cộng sản Nhật Bản, thể hiện một mong muốn cho sự kết thúc của tất cả các cuộc chiến tranh và nỗi đau khổ cho trẻ em.
Sau khi trở lại Tokyo, bà bắt đầu tham gia viết báo và minh hoạ cho tờ Jimmin Shinbun. Bà cũng vẽ rất nhiều tranh minh họa cho các áp phích quảng cáo, tạp chí và sách văn học với số lượng rất lớn. Năm 1949, một biên tập viên của Doshinsha, một công ty phát hành sách cho trẻ em, gửi cho bà một yêu cầu minh hoạ cho cuốn Okaasan no Hanashi (Câu chuyện của mẹ), một dạng kamishibai mang tính giáo dục, đây là tác phẩm đầu tiên cho trẻ em của bà. Quyển sách được xuất bản vào năm 1950, và đã nhận được giải thưởng của Bộ Giáo dục. Với thành công đạt được này cùng một số tiền nhận được, bà đã quyết tâm trở thành một họa sĩ minh hoạ chuyên nghiệp. Trong cùng năm, bà tái hôn cùng với Matsumoto Zenmei, một đảng viên Cộng sản cùng đảng trẻ hơn bà bảy tuổi. Bà sinh đứa con duy nhất của họ vào năm 1951, một người con trai tên là Takeshi, người mà cô thường xuyên sử dụng như người mẫu cho các tranh minh hoạ về trẻ sơ sinh và trẻ em trong những cuốn sách và tạp chí về trẻ em. Năm 1952, bà xây dựng căn nhà của mình ở Nerima, Tokyo, nơi sau này trở thành Bảo tàng Nghệ thuật Chihiro Art Museum Tokyo sau khi bà qua đời.
Năm 1956, Iwasaki xuất bản cuốn sách ảnh đầu tiên trong sự nghiệp, Hitori de Dekiru yo (Tôi có thể tự làm việc đó một mình). Năm đó, bà nhận được Giải thưởng về Văn hoá cho thanh thiếu niên của nhà xuất bản Shogakukan cho các tác phẩm minh hoạ cho những cuốn sách và tạp chí về trẻ em. Năm 1960, cuốn sách AIUEO no Hon (The Alphabet Book: A-I-U-E-O) của bà đoạt giải thưởng Sankei về Sách cho Trẻ em. Năm 1966, Iwasaki chuyển đến một ngôi nhà với phòng thu ở cao nguyên Kurohime, gần hồ Nojiri, tỉnh Nagano. Bà yêu thích cao nguyên Kurohime và dành nhiều thời gian vẽ các bức tranh minh hoạ cho những cuốn sách về trẻ em trong ngôi nhà này mỗi năm. Năm 1971, cuốn Kotori no Kuru Hi (Chú chim xinh đẹp) đoạt giải thưởng hội họa Fiera di Bologna. Cuốn Senka no Naka no Kodomo-tachi (Trẻ em trong khói lửa chiến tranh), xuất bản năm 1973, đạt huy chương đồng của Leipzig International Book Fair vào năm tiếp theo.
Năm 1974, Iwasaki qua đời vì bệnh ung thư gan ở tuổi 55. Bảy năm sau khi bà mất, năm 1981, cuốn sách Totto-chan: Cô bé bên cửa sổ, viết bởi Kuroyanagi Tetsuko, được xuất bản với một số tranh minh hoạ được chọn lọc của Iwasaki. Một phiên bản tiếng Anh đã được xuất bản vào năm 1984.

### Phong cách
Đa số tranh minh họa của bà được vẽ bằng màu nước, nhưng một số tác phẩm của bà có kết hợp cả nghệ thuật thư pháp Nhật Bản, và bà cũng vẽ một số bức tranh sơn dầu. Phong cách của bà chịu ảnh hưởng lớn từ hai nhà văn yêu thích, Miyazawa Kenji và Hans Christian Andersen. Bà viết, rằng bà cảm thấy bản thân có một điểm chung nào đó với Marie Laurencin khi được ngắm một trong những bức tranh của cô, và nói rằng bà cũng rất ấn tượng với Käthe Kollwitz.

## Các bảo tàng tưởng niệm

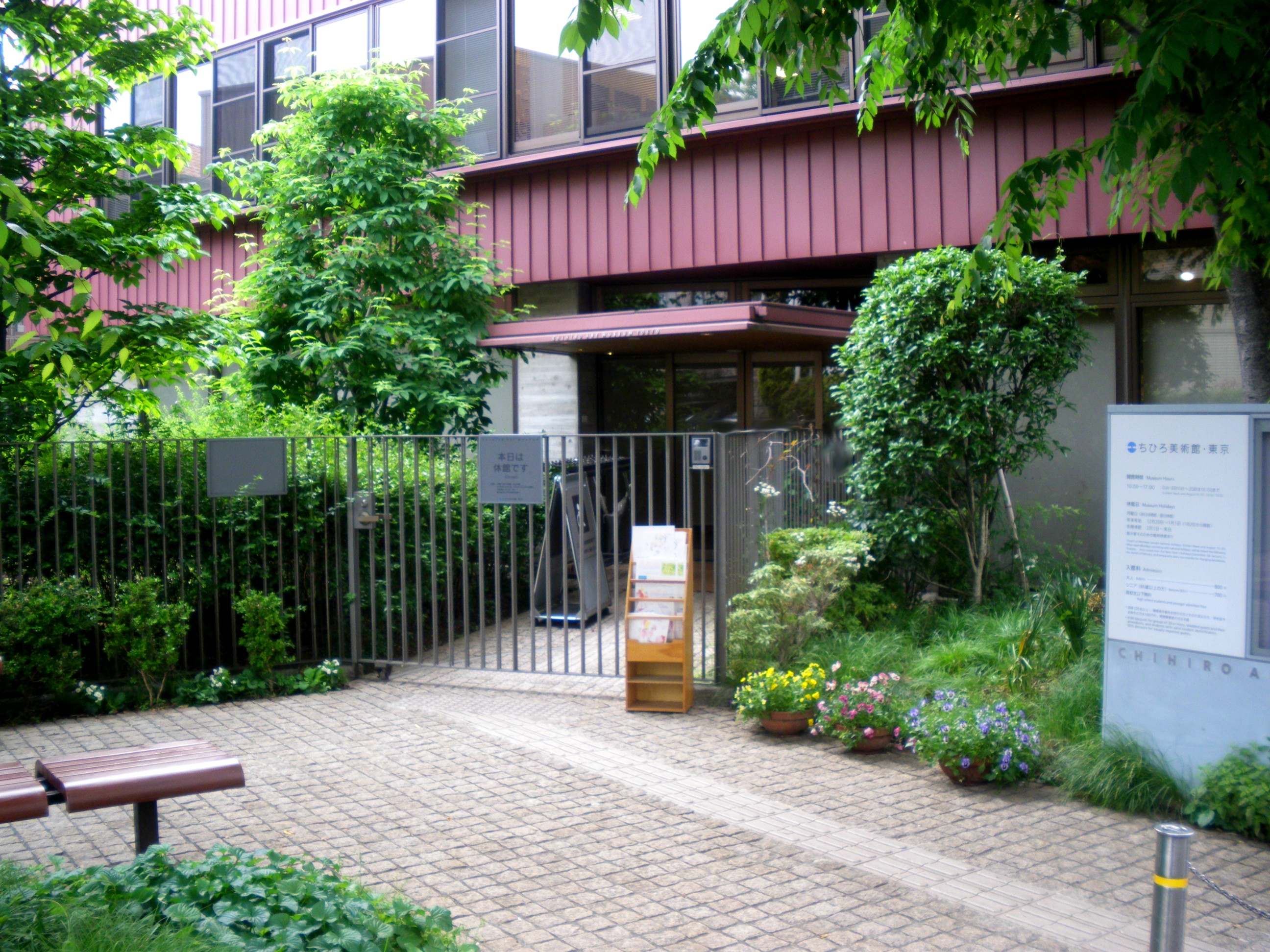
Bảo tàng nghệ thuật Chihiro Art Museum Tokyo

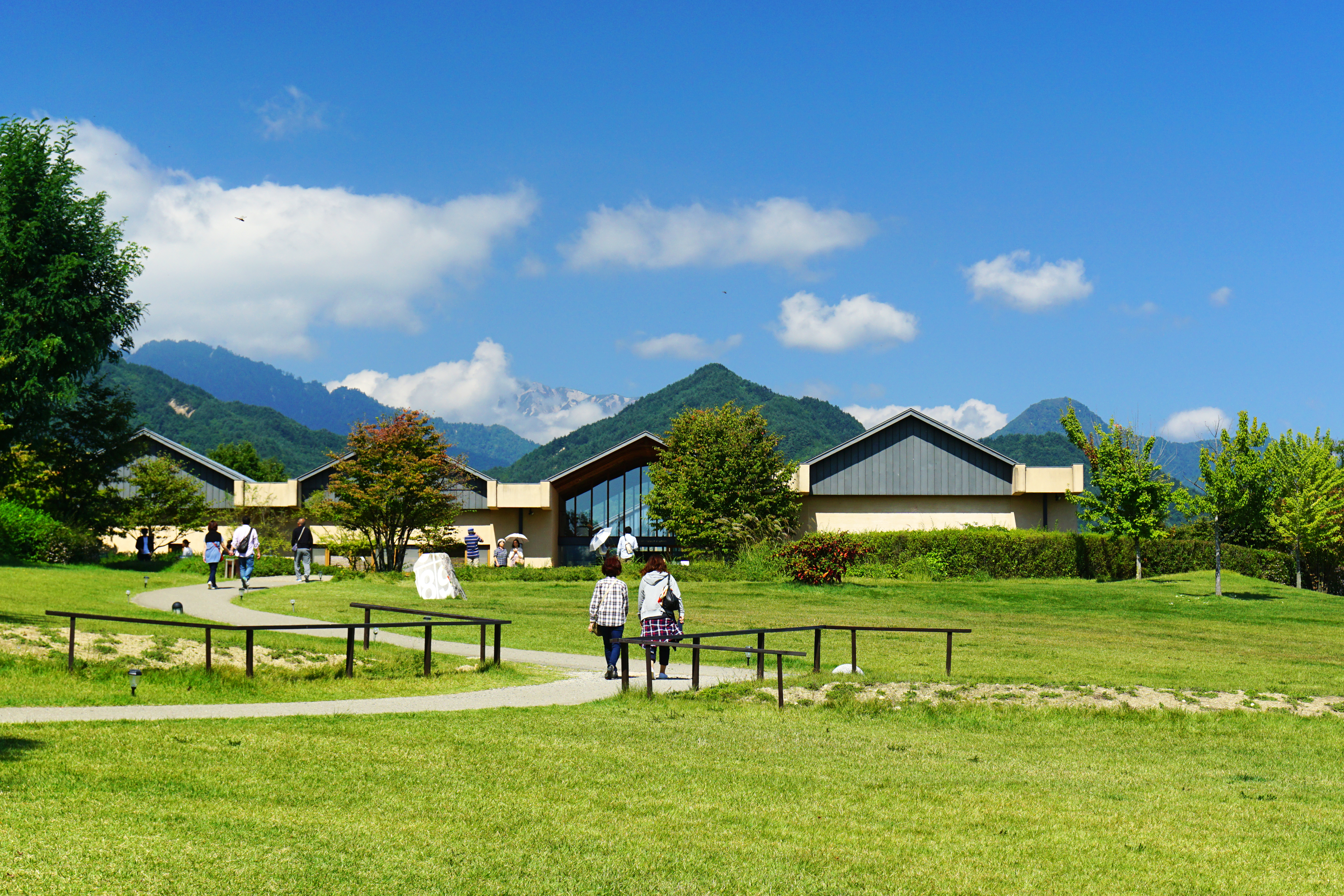
Bảo tàng nghệ thuật Chihiro Art Museum Azumino

Có hai bảo tàng tưởng niệm dành riêng cho Iwasaki Chihiro: Bảo tàng nghệ thuật Chihiro Art Museum Tokyo (ちひろ美術館・東京, được đặt tại Nerima, Tokyo từ 1977) và Bảo tàng nghệ thuật Chihiro Art Museum Azumino (安曇野ちひろ美術館, được đặt tại Azumino, Nagano từ 1997) được quản lý bởi Quỹ tưởng niệm Iwasaki Chihiro (いわさきちひろ記念事業団, thành lập năm 1976). Cả hai viện bảo tàng thu thập và trưng bày các nguyên tác bức tranh minh họa cho những cuốn sách cho trẻ em bởi Chihiro và những nghệ sĩ khác.

## Tác phẩm
Chihiro được cho là đã thực hiện gần 7.000 bức tranh trong cuộc đời của mình. Danh sách sau đây là một phần trong số các tác phẩm của bà.
- Okasan no Hanashi (Câu chuyện của mẹ), một loại kamishibai mang tính giáo dục, 1949
- Hitori de Dekiru yo (Tôi có thể tự làm điều đó một mình), 1956
- AIUEO no Hon (The Alphabet Book: A-I-U-E-O), 1960
- E no Nai Ehon (What the Moon Saw - Mặt trăng thấy gì), nguyên tác của H.C. Andersen, 1966
- Tsuru no Ongaeshi (Tiên hạc đền ơn), lời văn bởi Matsutani Miyoko, minh hoạ bởi Iwasaki Chihiro, 1966 ISBN 978-0-8193-0207-6
- Watashi ga Chiisakatta Toki ni (Khi tôi là một đứa trẻ), 1967
- Ame no Hi no Orusuban (Ở nhà một mình vào ngày mưa), 1968
- The Red Shoes - Đôi giày đỏ, nguyên tác bởi H.C. Andersen, minh hoạ bởi Chihiro, năm 1968
- Kotori no Kuru Hi (Chú chim xinh đẹp), 1973
- Senka no Naka no Kodomo-tachi (Trẻ em trong khói lửa chiến tranh), 1973
- Akai Rosoku to Ningyo (Những cây nến đỏ và nàng tiên cá) (được xuất bản sau khi qua đời vào năm 1974), với lời văn của Ogawa Mimei

Sách xuất bản bằng tiếng Anh
- Hans Christian Andersen, The Little Mermaid, minh hoạ bởi Iwasaki Chihiro, Picture Book Studio (Natick, MA), 1984.
- Anthea Bell Swan Lake: A Traditional Folktale (phỏng theo vở Lebedinoe ozero của Tchaikovsky), minh hoạ bởi Iwasaki Chihiro, Picture Book Studio (Natick, MA), 1986.
- Anthea Bell The Wise Queen, minh hoạ bởi Iwasaki Chihiro, Picture Book Studio (Natick, MA), 1986.
- Hans Christian Andersen, The Red Shoes, minh hoạ bởi Iwasaki Chihiro, Neugebauer (Boston, MA) Press, 1983.
- Jacob và Wilhelm Grimm, Snow White and the Seven Dwarves, minh hoạ bởi Iwasaki Chihiro, Picture Book Studio (Natick, MA), 1985.
- Totto-chan: Cô bé bên cửa sổ